# 愛してるのに、愛せない
「愛してるのに、愛せない」（あいしてるのに、あいせない）は、AAAの50枚目のシングル。2015年9月16日にavex traxから発売された。

## 概要
- 前作「LOVER」から約1ヶ月半ぶりの発売となる。
- CD盤のみ1形態で発売。1形態のみでの発売は16thシングル「Red Soul」以来約8年ぶりである。
- ベストアルバム「AAA 10th ANNIVERSARY BEST」の先行シングルで同時発売。
- 今作も前作に引き続きmu-mo盤は発売していないが、今作は通常盤にThink about AAA Anniversaryが約1年8ヶ月ぶりに復活し収録された。
- ミュージックビデオも制作されているがCDのみと発売となっているため、本シングルには収録はされていない。2015年9月16日発売の4thベストアルバム「AAA 10th ANNIVERSARY BEST」のDVDに収録されている。
- 第57回日本レコード大賞「優秀作品賞」受賞曲である。

## チャート成績
- 2015年9月28日付のオリコン週間ランキングでは初動約2.8万枚を売り上げ、週間4位にランクインした[3]。

## 収録内容

### CD
1. 愛してるのに、愛せない [5:04]
（作詞：KAJI KATSURA / Rap詞：Mitsuhiro Hidaka / 作曲：ArmySlick・Jam9 / 編曲：ats-）
テレビ朝日系『オープンハウス』・『LIVE DAM STADIUM』プロマーシャルソング
イトーヨーカドー『WARM STYLE』CMソング
2. 愛してるのに、愛せない (Instrumental) [5:06]
3. Think about AAA 10th Anniversary ～season 35～ [14:01]
4. Think about AAA 10th Anniversary ～season 36～ [8:32]
5. Think about AAA 10th Anniversary ～season 37～ [9:17]

## ミュージック・ビデオ
2015年8月17日に公開。監督は須永秀明。2022年1月現在4900万回以上再生されている。

## カバー
- Goose house - 2016年3月20日にYouTubeで歌唱動画を公開。